# Nyerjungri
Nyerjungri város Oroszországban, Jakutföldön, a Nyerjungri járás székhelye. 1975-ben alapították, gyors fejlődésének köszönhetően ugyanebben az évben városi rangot kapott. Lakossága a 2010-es népszámláláskor 61 747 fő volt, Jakutföld második legnépesebb városa. 
Nyerjungriból Jakutszkig – pontosabban a Léna túlsó partján fekvő Nyizsnyij Besztyah településig – az A 360-as főúton lehet autóval eljutni (nyáron Jakutszkba teherkomp közlekedik). Ezen az úton nyáron személyautóval és mikrobusszal átlagban 23-26 óra alatt tehető meg a két város közötti 780 kilométeres útszakasz.